# 西福原
西福原（にしふくばら）は、鳥取県米子市の大字。郵便番号は683-0805。西福原村についても述べる。

## 地理
市の北部。北は日本海に面する。

## 歴史
西福原村は江戸期から1889年までの村名。鳥取藩領であった。村高は「元治郷村帳」548石余、「旧高旧領」564石余。1871年に鳥取県、1876年に島根県、1881年に再び鳥取県に所属。1889年、福米村の大字となる。1938年からは米子市の大字。

## 人口
『伯耆志』によれば、西福原村の戸数・人口は78戸、454人。1879年、101戸・478人。西福原の世帯数・人口は1955年、297世帯・1393人。1965年、803世帯・3003人。1975年、1407世帯・4744人。
2024年（令和6年）8月31日現在は西福原41世帯・64人、1丁目98世帯・205人、2丁目142世帯・275人、3丁目308世帯・677人、4丁目339世帯・718人、5丁目332世帯・732人、6丁目484世帯・941人、7丁目484世帯・1117人、8丁目578世帯・1208人、9丁目448世帯・974人。

## 経済

### 産業
店舗・企業
- アルペン 米子店
- 山陰放送 本社[5]
- マルイ 米子しんまち店（スーパーマーケット）[6]
- 米子しんまち天満屋（百貨店）
- スシロー 米子店
- セブン-イレブン 米子西福原6丁目店
- つばめタクシー 本社事務所
- ニトリ 米子店
- ほっかほっか亭 431西福原店
- ラ・ムー 米子北店
- ローソン 米子西福原六丁目店
- 米子西福原郵便局（日本郵政グループ）
- 米子しんまち郵便局（日本郵政グループ）

金融機関
- 山陰合同銀行 皆生通出張所[7]

特殊法人
- 日本年金機構 米子年金事務所

### 地価
『西伯之資力 大正11年10月調』によると、地価金200円以上所有者は以下の通り。
- 本生芳三郎（18555円56銭）[8]
- 久埜亀吉（2599円45銭）[8]
- 生田善蔵（2597円77銭）[8]
- 福原銀一郎（2145円43銭）[8]
- 森村兵太郎（1213円72銭）[8]
- 森次定太郎（1116円77銭）[8]
- 本生虎蔵（1100円14銭）
- 山本又次郎（954円65銭）[8]
- 本生信雄（866円49銭）[8]
- 大上善太郎（854円42銭）[8]
- 久野九平（840円67銭）[8]
- 大上清太郎（759円18銭）[8]
- 大東金太郎（739円13銭）[8]
- 森林長太郎（680円96銭）[8]
- 生林熊次郎（676円89銭）[8]
- 森崎鹿三郎（600円34銭）[8]
- 森尾徳次郎（596円51銭）[8]
- 久野泰明（587円43銭）[8]
- 国岡石太郎（501円3銭）[8]
- 生田亀吉（496円25銭）[8]
- 森灘萬三郎（480円37銭）[8]
- 生田義太郎（461円49銭）[8]
- 久野令蔵（455円32銭）[8]
- 大東和三郎（431円34銭）[8]
- 久野庄蔵（376円）[8]
- 渡邊榮壽（331円94銭）[8]
- 福原辰五郎（331円16銭）[8]
- 河上幸四郎（292円4銭）[8]
- 森永喜代太（281円11銭）[8]
- 大東萬吉（271円99銭）[8]
- 渡邊乙松（233円39銭）[8]
- 森次熊太郎（207円47銭）[8]
- 太田荘三郎（204円66銭）[8]

## 地域

### 教育
- 福米西小学校

### 健康
医師
- 久野立碩[9]

### 施設
宗教
- 世界平和統一家庭連合米子家庭教会
- 西福原神社

## 出身人物
- 久埜茂（弁護士、逓信官僚）